# Серия книг о Джеймсе Бонде
Агент 007 — популярная серия книг, начатая английским писателем Яном Флемингом. Серия состоит из более сорока романов и сборников рассказов. Каждый из романов описывает одно из заданий Английского разведчика Джеймса Бонда, в рассказах повествуется о менее значительных заданиях. Первый роман («Казино „Рояль“») был опубликован в 1953 году.

## По авторам

### Ян Флеминг
Основную часть серии о Джеймсе Бонде составляет набор из четырнадцати книг. Каждая из них посвящена одному из заданий Бонда, в котором он противостоит Советскому «СМЕРШУ» или организации «Спектр» во главе с Эрнстом Ставро Блофельдом.
- Казино Рояль (1953)
- Живи и дай умереть (1954)
- Лунный гонщик (1955)
- Бриллианты вечны (1956)
- Из России с любовью (1957)
- Доктор Но (1958)
- Голдфингер (1959)
- Только для ваших глаз (1960) — сборник
  - «Вид на убийство»
  - «Только для ваших глаз»
  - «Квант утешения»
  - «Риск»
  - «Уникум Хальдебранда»
- Шаровая молния (1961)
- Шпион, который меня любил (1962)
- На секретной службе Её Величества (1963)
- Живёшь только дважды (1964)
- Человек с золотым пистолетом (1965)
- Осьминожка и Искры из глаз (1966) — сборник
  - Осьминожка
  - Искры из глаз
  - Собственность леди
  - Агент 007 в Нью-Йорке

### Кингсли Эмис
После смерти Яна Флеминга в 1964 году Glidrose Productions Ltd, издатель романов и рассказов о Бонде, сейчас именуемое Ian Fleming Publications, выбрало в роли автора следующей книги Джеймса Лизора, но он отказался от предложения. Продолжить Бондиану был приглашён Кингсли Эмис, который под псевдонимом Роберт Маркем написал книгу «Полковник Сун». Роман был опубликован 28 марта 1968. Книга хорошо продавалась и вошла в список Financial Times наиболее востребованных книг за март и апрель 1968.
- Полковник Сун (1968)

### Джон Пирсон
В 1973 Glidrose разрешило Джону Пирсону опубликовать придуманную им биографию под названием James Bond: The Authorized Biography of 007. Книга написана от первого лица, будто Бонд реальный человек, о приключениях которого писал Флеминг. Это единственная книга о Бонде, автор которой разделил права на неё с издательством.
- Джеймс Бонд: Официальная биография агента 007[англ.] (1973)

### Кристофер Вуд
В 1977 и в 1979 годах вышли фильмы «Шпион, который меня любил» и «Лунный гонщик», которые радикально отличались от романов Яна Флеминга с соответствующими названиями: «Шпион, который меня любил» и «Лунный гонщик». EON Productions, студия, снимающая фильмы Бондианы, получила права на адаптацию романов. Новелизацией занимался сам сценарист фильмов Кристофер Вуд.
- Джеймс Бонд: Шпион, который меня любил (1977)
- Джеймс Бонд и «Лунный гонщик» (1979)

### Джон Гарднер
В 1981 Джону Гарднеру было предложено возродить романы о Джеймсе Бонде. С 1981 по 1996 Гарднер написал 16 романов, 2 из которых по сценарию фильмов. По словам Гарднера, он хотел «привести Бонда в 80-е», хотя он сохранил тот характер, который был оставлен ему Флемингом. Несмотря на коммерческий успех, в 1996 Гарднер перестал писать книги об агенте 007, из-за проблем со здоровьем. Под влиянием американского издательства G. P. Putnam’s Sons Гарднер был вынужден чаще использовать американизмы. Например, в книге The Man from Barbarossa официант одет в штаны, а не брюки. Джеймс Харкер, в издании The Guardian, заявил, что книги Гарднера о Бонде «полная глупость», например, в книге Win, Lose or Die Бонд заводит дружбу с Маргарет Тэтчер.
- Лицензия восстановлена[англ.] (1981)
- За особые услуги[англ.] (1982)
- Ледокол[англ.] (1983)
- Почётная роль[англ.] (1984)
- Никто не живёт вечно[англ.] (1986)
- Ставки сделаны, мистер Бонд[англ.] (1987)
- Скорпиус[англ.] (1988)
- Победи, проиграй или умри[англ.] (1989)
- Брокенкло[англ.] (1990)
- Человек из «Барбароссы»[англ.] (1991)
- Смерть вечна (роман)[англ.] (1992)
- Никогда не посылайте цветы[англ.] (1993)
- Операция «Морской огонь»[англ.] (1994)
- Крах организации C.O.L.D.[англ.] (1996)

### Раймонд Бенсон
На смену Гарднеру издательство Glidrose Publications быстро нашло нового автора, им стал Раймонд Бенсон. Он спорно относился к выбору писателя-американца, и игнорировал последовательность предыдущего автора. Бенсон много сделал, чтобы успокоить эти опасения: начал регулярные туры, чтобы продвинуть свои романы в Великобритании, а также поездки по Европе, несколько автограф-сессий проходили в Британском офисе издательства Hodder & Stoughton, в Лондонских книжных магазинах Murder One и специализирующемся на Джеймсе Бонде Adrian Harrington Ltd. В 1984 году Бенсон написал научно-популярный роман The James Bond Bedside Companion, посвящённый Яну Флемингу. Она была номинирована на премию Эдгара Аллана По в категории лучшая биографическая работа. В общей сложности Бенсон написал 6 романов, 3 романа по сценарию фильмов и 3 сборника рассказов. Он первый после Флеминга, кто писал рассказы о Джеймсе Бонде. Закончил писать о Бонде в 2003 году.
- Ноль минус десять[англ.] (1997)
- Факты смерти[англ.] (1998)
- Время умирать[англ.] (1999)
- Двойной выстрел[англ.] (2000)
- Никогда не мечтай о смерти[англ.] (2001)
- Человек с красной татуировкой[англ.] (2002)

### Себастьян Фолкс
В 2006 после выхода знаменитых «Пение птиц» и «Шарлотта Грей» Себастьян Фолкс был выбран на роль автора следующей книги об агенте 007. Имя автора и название романа не разглашались вплоть до официальной даты анонса — июль 2007. Книга официально позиционировалась как первый роман о Бонде, написанный после Флеминга — все рекламные материалы умалчивали о существовании романов и рассказов других авторов. По словам Себастьяна Фолкса, роман о Джеймсе Бонде — это разовая работа, и дальнейших романов он писать не будет.
- Дьявол не любит ждать (2008)

### Джеффри Дивер
Американский писатель Джеффри Дивер получил заказ от Ian Fleming Publications для создания романа «Карт-бланш», который был опубликован 26 мая 2011 года. Книга превратила Бонда в агента, который после 11 сентября 2001 года стал независим от MI5 или MI6.
- Карт-бланш (2010)

### Уильям Бойд
26 сентября 2013 года, издательством Jonathan Cape в Великобритании (HarperCollins в Канаде и США), был выпущен роман Уильяма Бойда — «Соло». Сюжет романа происходит в 1969 году в выдуманной стране Занзарим, в которой идёт гражданская война.

### Энтони Горовиц
- Кнопка ликвидации (2015)
- Вечность и один день (2018)